# برزنجة
برزنجة (وتعني الأرض الخضراء) مدينة في محافظة السليمانية بإقليم كردستان في شمال العراق. وهي مركز ناحية في قضاء سيد صادق.